# Stanisław Wałęga
Stanisław Konstantyn Wałęga (ur. 14 kwietnia 1909 w Tarnowie, zm. 19 kwietnia 2006 w Krakowie) – publicysta, wieloletni dyrektor Liceum Sztuk Plastycznych w Tarnowie.

## Życiorys
Szkołę powszechną i średnią ukończył w Tarnowie. Studiował historię i germanistykę na Uniwersytecie Jagiellońskim w Krakowie, gdzie w 1932 r. obronił pracę magisterską. W latach 1934–1937 był nauczycielem historii i języka niemieckiego w Publicznej Szkole Wydziałowej w Toruniu, jednocześnie (1934–1935) był redaktorem dekady Gryf Pomorski. Od 1935 do 1939 roku był redaktorem naczelnym kontynuacji Gryfu Pomorskiego, dekady Straż nad Wisłą w Toruniu, wychodzącego w Toruniu miesięcznika Przysposobienie Obywatelskie oraz członkiem komitetu redakcyjnego Młodego Gryfa Szkolnego w Toruniu. W latach 1934–1937 pracownik Instytutu Bałtyckiego w Toruniu. Od 1937 do 1939 roku był nauczycielem historii w toruńskim Gimnazjum Akademickim Mikołaja Kopernika.
Wrzesień 1939 r. zastał go w Toruniu, gdzie został zmobilizowany wraz ze swoją żoną Ireną z domu Cyganek do służby medycznej w szpitalu wojskowym w Kutnie. Tu naocznie zetknęli się z tragedią wojska polskiego po bitwie pod Kutnem. Po klęsce wrześniowej, dzięki doskonałej znajomości języka niemieckiego, udało mu się uciec wraz z żoną do Tarnowa, gdzie nie był znany. Przed wojną w Toruniu redagował trzy czasopisma młodzieżowe, w tym „Straż nad Wisłą”, w których tak zaciekle zwalczał propagandę niemiecką, że aż niemiecki konsul generalny w Toruniu umieścił go na „czarnej liście” osób narodowości polskiej do natychmiastowej likwidacji. W okresie okupacji poszukiwało go gestapo w Toruniu, dlatego nie mógł podjąć żadnej pracy. Wraz ze Stanisławą Czernecką utworzył w czasie okupacji tajne nauczanie na szczeblu gimnazjalnym w Tarnowie, których był koordynatorem. Po wyzwoleniu był nauczycielem w II Państwowym Liceum im. Jana Tarnowskiego w Tarnowie (1945–1953), a w 1949 roku uzyskał stopień doktora nauk humanistycznych (doktorat z historii prawa) na Uniwersytecie Mikołaja Kopernika w Toruniu. Od 1953 do 1972 roku był dyrektorem Państwowego Liceum Sztuk Plastycznych w Tarnowie.
Zmarł w Krakowie 19 kwietnia 2006 r. i został pochowany na cmentarzu w Krakowie-Grębałowie w rodzinnym grobowcu.

### Działalność publicystyczna
Już przed wojną autor wielu artykułów, esejów, przyczynków historycznych i obyczajowych w toruńskich dziennikach. W 1939 r. wydrukował zbiór opowiadań egzotycznych pt. Szlakiem wielkiej przygody. Zapewnił sobie tym miejsce wśród publicystów w informatorze S. Łozy Czy wiesz kto to jest? (s. 776).
Po wojnie wziął udział w obronie Słowińców, zgermanizowanego szczepu pomorskiego, pokrewnego Kaszubom, których władze wysiedlały do Niemiec, uważając ich błędnie za Niemców. Napisał w obronie Słowińców dwie rozprawki: Słowińcy – Mohikanie Pomorza i Tragedia Mohikanów Pomorza, przedrukowane następnie przez prasę polską jako Komunikaty Instytutu Bałtyckiego. W regionalnym tygodniku kaszubskim Zrzesz Kaszebsko zamieszczał od marca do sierpnia 1947 roku artykuły z cyklu Słowińcy żyją. Niestety, nie udało mu się Słowińców uratować. Libijski miesięcznik AS-SADAKA zamieścił kilka jego artykułów na tematy arabsko-mauretańskie.
Utrzymywał stały kontakt z prasą toruńską, m.in. z dziennikiem Nowości (w którym w latach 1970-1973 opublikował 20 rozprawek, artykułów i przyczynków historycznych) oraz z Rocznikiem Toruńskim, organem Towarzystwa Miłośników Torunia, gdzie w 1972 r. opublikował serię artykułów. N W Tarnowie zasilał artykułami Informator Wojewódzkiego Ośrodka Kultury i miesięcznik Tarniny, także oba tarnowskie magazyny TEMI i Tarnowskie Echo.

### Członkostwo w organizacjach
- Towarzystwo Naukowe w Toruniu
- Towarzystwo Miłośników Torunia
- Polski Związek Zachodni
- Konfranternia Artystów Literatów
- Stanica Kaszubska w Toruniu
- Stowarzyszenie Autorów Polskich

## Książki
- Dzieje polityczne Torunia u schyłku Rzeczypospolitej (Towarzystwo Naukowe w Toruniu, 1933)
- Frithiofowa Saga (Ossolineum 1957) Jezajasza Tegnera (tłumaczenie ze szwedzkiego opatrzył wstępem i objaśnieniami)
- Słownik fińsko-polski (Wiedza Powszechna 1978)
- Słownik polsko-fiński (Wiedza Powszechna 1986)
- Cykl humoresek i anegdot
- Sowiżdżał tarnowski (Tarnowska Oficyna Wydawnicza 1991)

## Odznaczenia i wyróżnienia
- II nagroda w Ogólnopolskim Otwartym Konkursie Publicystycznym za popularyzację wiedzy o Koperniku
- Medal Za Mądrość i Dobrą Robotę, przyznawany przez jury konkursu Gazety Krakowskiej
- Honorowa nagroda Tow. Miłośników Torunia Złote Astrolabium za całokształt pracy publicystycznej i naukowej
- Złoty Krzyż Zasługi
- Krzyż Kawalerski Orderu Odrodzenia Polski
- Medal Komisji Edukacji Narodowej
- Medal Rodła
- Medal „Za udział w wojnie obronnej 1939”
- Odznaka „Zasłużony Działacz Ligi Obrony Kraju”
- Odznaka „Zasłużony Działacz Kultury”